# Svalbard
Svalbard, tidigare Spetsbergen, är en ögrupp i Norra ishavet som tillhör Norge. Öarna befinner sig långt norr om polcirkeln, ungefär mitt emellan Nordkap och den geografiska nordpolen. Svalbards största ö Spetsbergen utgör mer än hälften av ögruppens 61 045 km² och hyser alla dess 2 900 invånare. Ungefär 60 % av ögruppens yta täcks av glaciärer och landskapet kännetecknas av berg och fjordar: ett av vilka är Newtontoppen, som med sina 1 717 meter över havet också är Svalbards högsta berg. Administrativt tillhör Svalbard Norge, men styrs till viss del av sysselmesteren (sysselmannen fram till 2021), som har sitt säte i den största orten Longyearbyen på Spetsbergens västkust.
Nederländaren Willem Barents var den första att upptäcka öarna, då han iakttog dem under sin sökning efter nordostpassagen 1596. Öarna blev därefter en viktig bas för valfångst för flera europeiska makter. Ett antal länder gjorde anspråk på Svalbard och på grund av det blev öarna ganska laglösa, vilket bidrog till konflikt mellan olika auktoriteter. Efter det att valfångstseran var över, förlorade frågan om Svalbards suveränitet relevans och den erkändes allmänt som terra nullius.
Under tidigt 1900-tal påbörjades kolbrytning på Svalbard och gruvorterna Pyramiden och Barentsburg grundades. Även Sverige deltog genom att Sveagruva anlades 1917. Trots den omfattande exploateringen av öarna dröjde det ända till 1920 innan dess statsrättsliga ställning reglerades. Detta gjordes i den så kallade Spetsbergtraktaten, genom vilken de traktatundertecknande staterna gavs rätten att bedriva jakt, fiske och annan näringsverksamhet på Svalbard så länge de erkände Norges suveränitet över öarna. Numera är ryskägda Arktikugol det enda utländska företag som upprätthåller gruvdrift på Svalbard.
Från det att öarna upptäcktes och fram till 1920 kallades större delen av vad som idag är Svalbard för Spetsbergen. Vid 1900-talets början bytte Norge territoriets namn till Svalbard, från benämningen Svalbarð som omnämns i Landnamsboken 1194. Den äldre benämningen Spetsbergen lever dock kvar i flera språk än idag.
Trots att öarna administreras separat, räknas Svalbard och Jan Mayen som en enskild enhet i ISO 3166-standarden. Tillsammans har de tillägnats landskoden sj.

## Historik

### Upptäckt
Det finns flera teorier om när Svalbard först upptäcktes; på 1970-talet framförde två arkeologer möjligheten att förhistoriska jägare kan ha bosatt sig på ögruppen redan för 4 500 till 2 500 år sedan. Beläggen för deras teori bestod av ett antal flintastenar funna vid Spetsbergens västkust som var daterade till den tidsperioden. Det råder dock tvivel om stenarna verkligen tillverkades av människor eller om de slipades naturligt. Det är också möjligt att isländska sjöfarare påträffat öarna redan 1194, eftersom namnet Svalbarð omnämns i Landnamsboken det året. Denna teori är inte heller avgörande eftersom beskrivningen lika gärna kan appliceras på ett antal andra områden, exempelvis Jan Mayen och östra Grönland.
Svalbard upptäcktes med säkerhet i juni 1596 av den nederländska upptäcktsresanden Willem Barents när han var på jakt efter nordostpassagen. Delar av ön Spetsbergen kartlades och Nederländernas riksvapen restes vid kusten. Barents noterade inte Svalbards ekonomiska värde, utan det var inte förrän Henry Hudsons besök i maj 1607 som valar, valrossar och sälar upptäcktes i vattnet kring öarna. Valfångare från England, Baskien, Frankrike och Nederländerna begav sig till Svalbard och området blev populärt som jaktmark under de följande åren.

### Fångstverksamhet

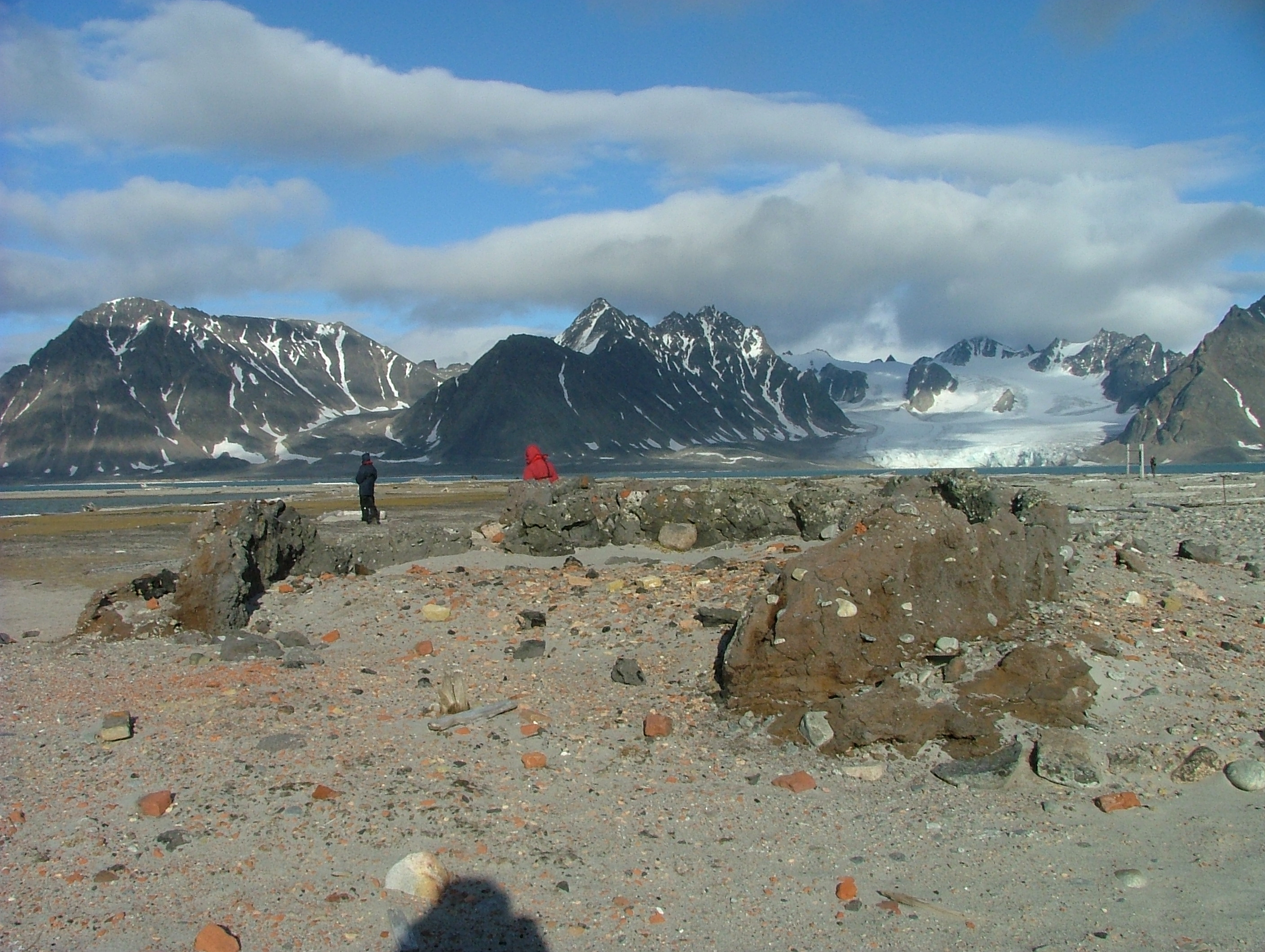
Resterna av den nederländska valfångststationen Smeerenburg.

1612 påbörjade britterna och nederländarna valjakt på Svalbard.  Nederländarna etablerade samhället Smeerenburg på Amsterdamön, som bestod av 17 byggnader och sju trankokerier. Dessa bedrevs av som mest 10 000 arbetare under sent 1600-tal. Både Danmark-Norge och England hade gjort anspråk på öarna medan Nederländerna hävdade att de var internationellt territorium. På grund av dess laglösa natur förekom det ofta skärmytslingar mellan nederländska, brittiska, danska och franska skepp. In på 1700-talet hade den omfattande jakten på val kraftigt minskat dess population och därmed också jägarnas fångster, så samtliga valfångststationer, inklusive Smeerenburg, lades ner. Frågan om Svalbards suveränitet förlorade relevans och området började räknas som terra nullius.
Efter att valjägarna övergett Svalbard började istället säl- och pälsdjursjägare anlända till ögruppen. Från tidigt 1700-tal var de främst pomorska jägare från den ryska nordkusten som engagerade sig i industrin och byggde olika baser på öarna. De övervintrade ofta på Svalbard och ersattes av nya grupper följande år. Ivan Starostin, en invånare i hyddorna vid Russekeila, blev känd för att ha stannat på Svalbard totalt 39 vintrar, varav 15 av dem var i rad. Som mest befann sig 2 200 pälsdjursjägare på Svalbard under 1790-talet, men 30 år senare hade bestånden minskat så pass mycket att ryska handelskompanier inte länge fann det lönsamt att bedriva sin verksamhet där. Det var också svårt för dem att konkurrera med norrmännen, som hade möjlighet att nå jaktmarkerna tidigare.
Den första norska övervintringen på Svalbard genomfördes 1795 och därefter skulle de i stort sett ta över all pälsdjursjakt på öarna. Norrmännen jagade även valross. De tenderade att jaga i de tidigare okända östra delarna av ögruppen och flera öar, bland annat dem i Kong Karls land, upptäcktes. 1863 genomförde Elling Carlsen den första omseglingen kring Svalbard.

### Andrées polarexpedition

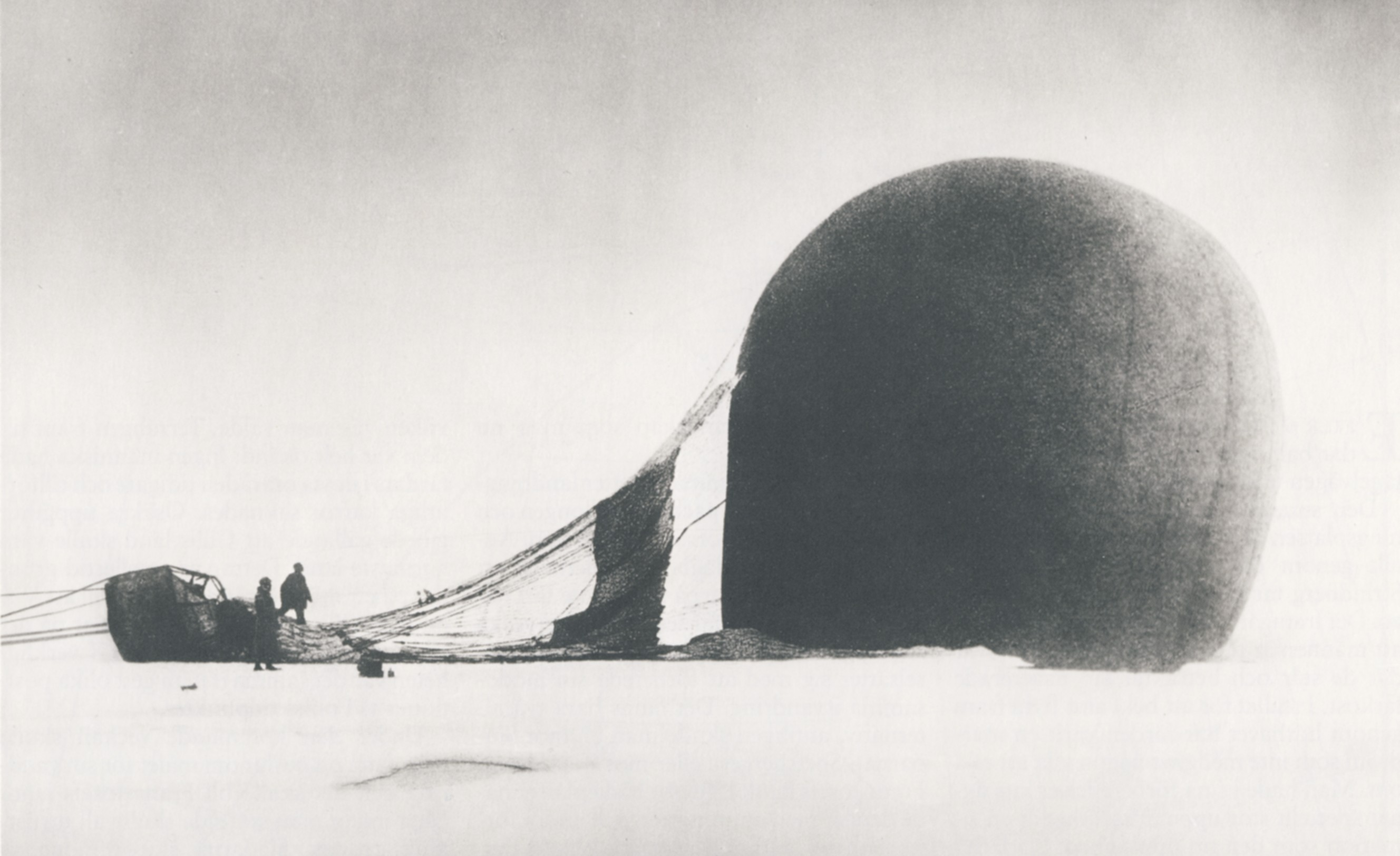
Isvandringen dokumenterades fotografiskt av Nils Strindberg. Detta foto avbildar deras havererade vätgasballong.

Under 1890-talet lade den svenska ingenjören Salomon August Andrée fram en plan på en resa över Arktis med vätgasballong, med startpunkt på Svalbard. Besättningen bestod av Andrée själv samt samt vetenskapsmannen Nils Strindberg och ingenjören Knut Frænkel.
Expeditionen utgick från Danskön i nordvästra Svalbard den 11 juli 1897. Efter tre dagar havererade ballongen tillsammans med besättningen och landade på packisen 500 km nordost om startpunkten på Danskön. Deltagarna började isvandra mot närmaste land och lyckades ta sig ända till Vitön, men kort efter ankomsten avled alla tre. På grund av öns isolerade läge förblev deras öden ett mysterium i 33 år innan deras kvarlevor påträffades av en grupp norska geologer 1930.

### Svalbards suveränitet

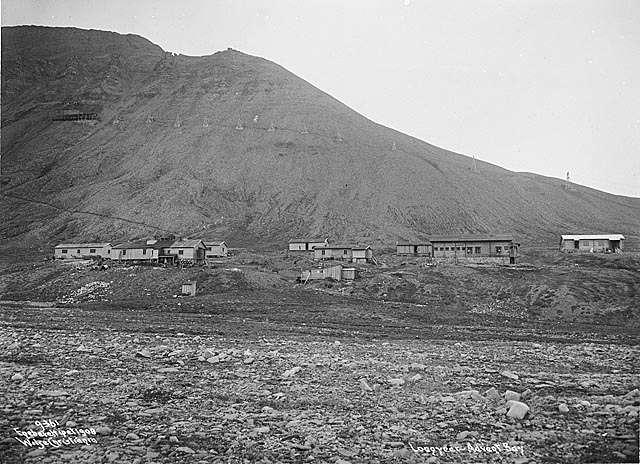
Longyear City år 1908.

Redan på 1600-talet visste man att det fanns kol på Svalbard, men dess ekonomiska potential insågs inte förrän den amerikanska affärsmannen John Munroe Longyear grundade företaget Arctic Coal Company 1906. Samma år grundade han också Longyear City (senare Longyearbyen), en bruksort ägt av kolföretaget där arbetarna till hans gruva var bosatta. 1916 sålde Longyear Arctic Coal Company till det nygrundade Store Norske Spitsbergen Kulkompani AS. Eftersom Svalbard fortfarande var terra nullius gjordes en mängd anspråk på olika delar av ögruppen, bland annat av Sverige vid Sveagruva, där som mest 2 000 svenskar bodde, och Ryssland vid Barentsburg och Pyramiden.
På grund av den ökade exploateringen av Svalbard kom dess statsrättsliga status på tal igen. Detta reglerades i den så kallade Spetsbergtraktaten, som slöts den 9 februari 1920 och trädde i kraft den 14 augusti 1925. Den ratificerades ursprungligen av Nederländerna, Storbritannien, Danmark, USA, Italien, Frankrike, Japan och Sverige. Avtalet om Svalbard ägde rum i Paris på norskt initiativ som en del av fredsförhandlingarna efter första världskriget. Tack vare Norges neutralitet i kriget fanns det ett brett stöd bland de övriga länderna i förslaget om att öarna skulle tillhöra dem. Varken Tyskland eller Ryssland var representerade i Spetsbergtraktaten, även om båda uttryckte sitt stöd för den. Sovjetunionen anslöt sig officiellt till avtalet 1935. För att erkänna Svalbard som norskt territorium fick traktatundertecknande länder i gengäld rätt att upprätthålla gruvdrift, jakt och fiske där, men i praktiken är det bara Norge och Sovjetunionen (senare Ryssland) som haft någon omfattande näringsverksamhet eller bosättningar i området.
Fram till 1920 kallades större delen av vad som idag är Svalbard för Spetsbergen och huvudön för Västspetsbergen. Hopen, Kong Karls land, Vitön och Björnön räknades då inte som en del av ögruppen Spetsbergen. Benämningen kommer ursprungligen från Willem Barents, som döpte ögruppen till Spitsbergen vid sin upptäckt av den år 1596. Precis som resten av Europa sveptes det nyligen självständiga Norge med i en våg av nationalism under 1900-talets början och man började leta efter alternativ till den nederländska termen. Man fann till slut en vikingasaga där Svalbarð omnämns som en mytisk landmassa norrut. Man vet inte om Svalbarð hänvisar till dagens Svalbard eftersom dess beskrivning lika gärna kan appliceras på andra områden, som Jan Mayen eller östra Grönland. Tanken på att deras förfäder redan skulle ha varit där för 800 år sedan blev ändå populär bland norrmännen och de beslutade därför att byta hela territoriets namn till Svalbard. Den äldre nomenklaturen lever dock kvar i flera språk, till exempel ryska.

### Andra världskriget

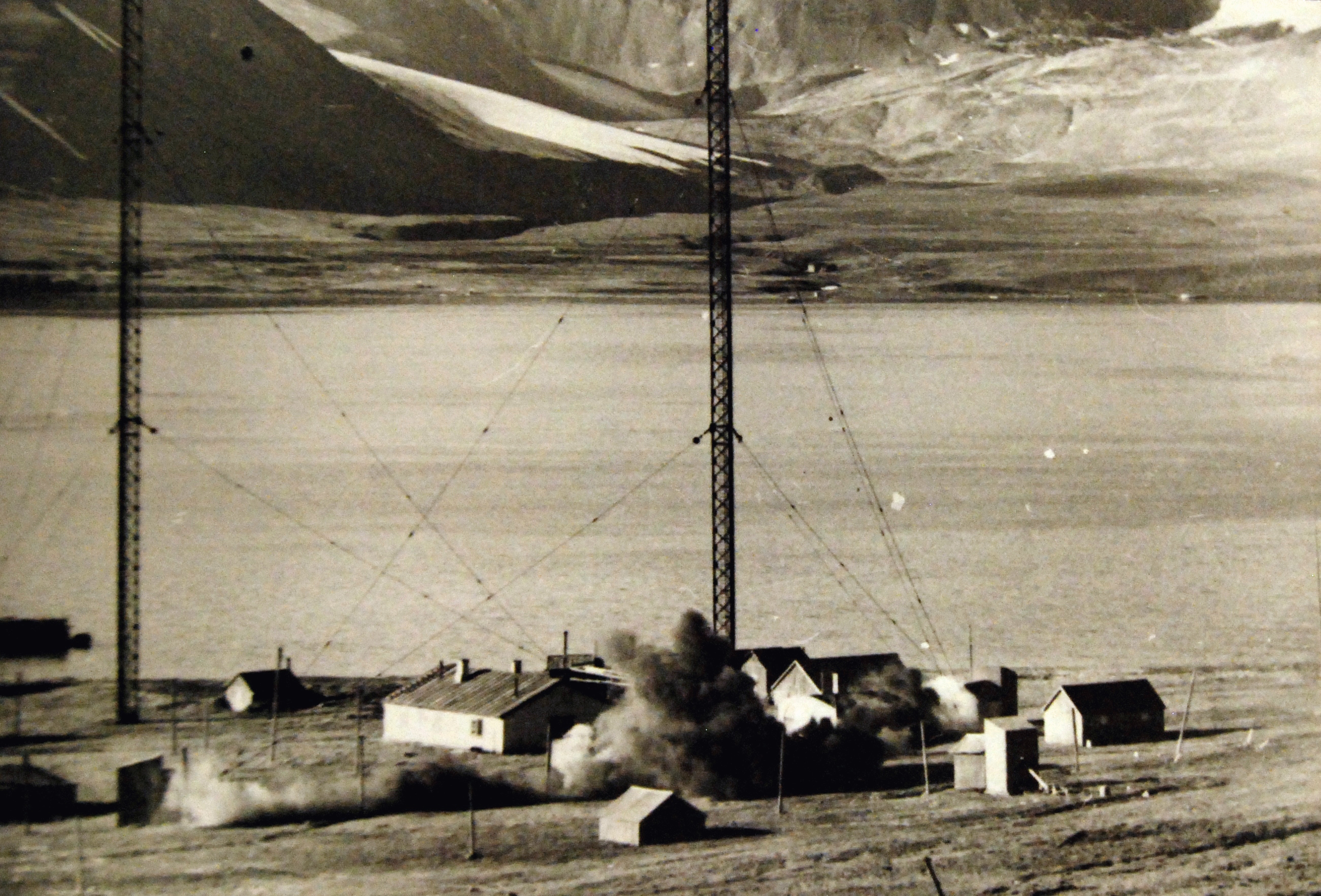
En station förstörs vid den norska evakueringen.

Det andra världskriget medförde många förändringar på Svalbard. I augusti 1941 förstördes norsk och sovjetisk infrastruktur och befolkningen evakuerades, ryssarna till Archangelsk och norrmännen till Storbritannien. Fram till krigets slut opererade tyskarna ett antal meteorologiska stationer på Svalbard. De drev också ett mindre förband i Longyearbyen innan den till slut evakuerades 1942 av rädsla för en allierad attack under den isfria sommaren.
På våren samma år skickades en norsk militärstyrka från Storbritannien i syfte att hindra tyskarna från att även etablera militärbaser på Svalbard. Den norska styrkan baserades först i Barentsburg och senare i Longyearbyen efter den evakuerats av tyskarna. I juni 1943 inträffade en skärmytsling på stationen Nussbaum vid Krossfjorden mellan en liten norsk spaningsgrupp och den tyska besättningen. En tysk och en norrman omkom i stridigheterna. Den enda tyska väderstationen som fortfarande finns bevarad är Haudegen på Nordostlandet. På grund av dess isolerade läge evakuerades stationen inte förrän i början av september 1945, nästan fyra månader efter Krigsmarinens officiella kapitulation i maj.
I september 1943 genomförde tyskarna en räd mot Svalbard med en stor sjöstyrka ledd av slagskeppen Tirpitz och Scharnhorst. I attackerna förstördes nästan Barentsburg, Longyearbyen och Grumantbyen helt. Under sommaren 1944 förstörde en tysk ubåt även Sveagruva.

### Kalla kriget
Hösten 1944 framförde Sovjetunionen krav på en revidering av Spetsbergtraktaten. Ryssland var inte representerat i fördraget när det undertecknades 1920, även om de officiellt slöt sig till avtalet 1935. De hävdade att Björnön hade ansetts vara ryskt territorium innan avtalet slöts och föreslog att Norge skulle avstå ön till dem. De menade även att ögruppen Svalbard skulle skötas som ett gemensamt område. I en anteckning från den 9 april 1945 föreslog Norge att Svalbards försvar skulle vara en gemensam angelägenhet för de båda länderna. Ärendet togs inte vidare för tillfället.
1946 tog Sovjetunionens utrikesminister Vjatjeslav Molotov upp frågan igen. Ärendet avslutades då i Stortinget, som i februari 1947 beslutade att det inte var förenligt med Norges utrikespolitiska linje att föra förhandlingar med en annan stat om militärt försvar av ett område under norsk suveränitet. Förslaget om att revidera Spetsbergtraktaten har inte tagits upp sedan dess.
Hösten 1951 protesterade den sovjetiska regeringen mot att Svalbard skulle inkluderas i ansvarsområdet för Natos Allied Command Atlantic. Enligt dem stod detta i kontrast till artikel 9 i Spetsbergtraktaten, där det står att ingen utländsk militär aktivitet får förekomma på öarna. Den norska regeringen förnekade att detta stred mot artikel 9 och vidhöll att de inte hade för avsikt att upprätta någon befästning eller bas inom traktatområdet. Sedan det kalla kriget har det inte förekommit några allvarliga konflikter mellan Norge och Ryssland gällande Svalbard. För att betona norsk suveränitet har betydande investeringar lagts på ögruppen från deras sida.

### Nutidshistoria

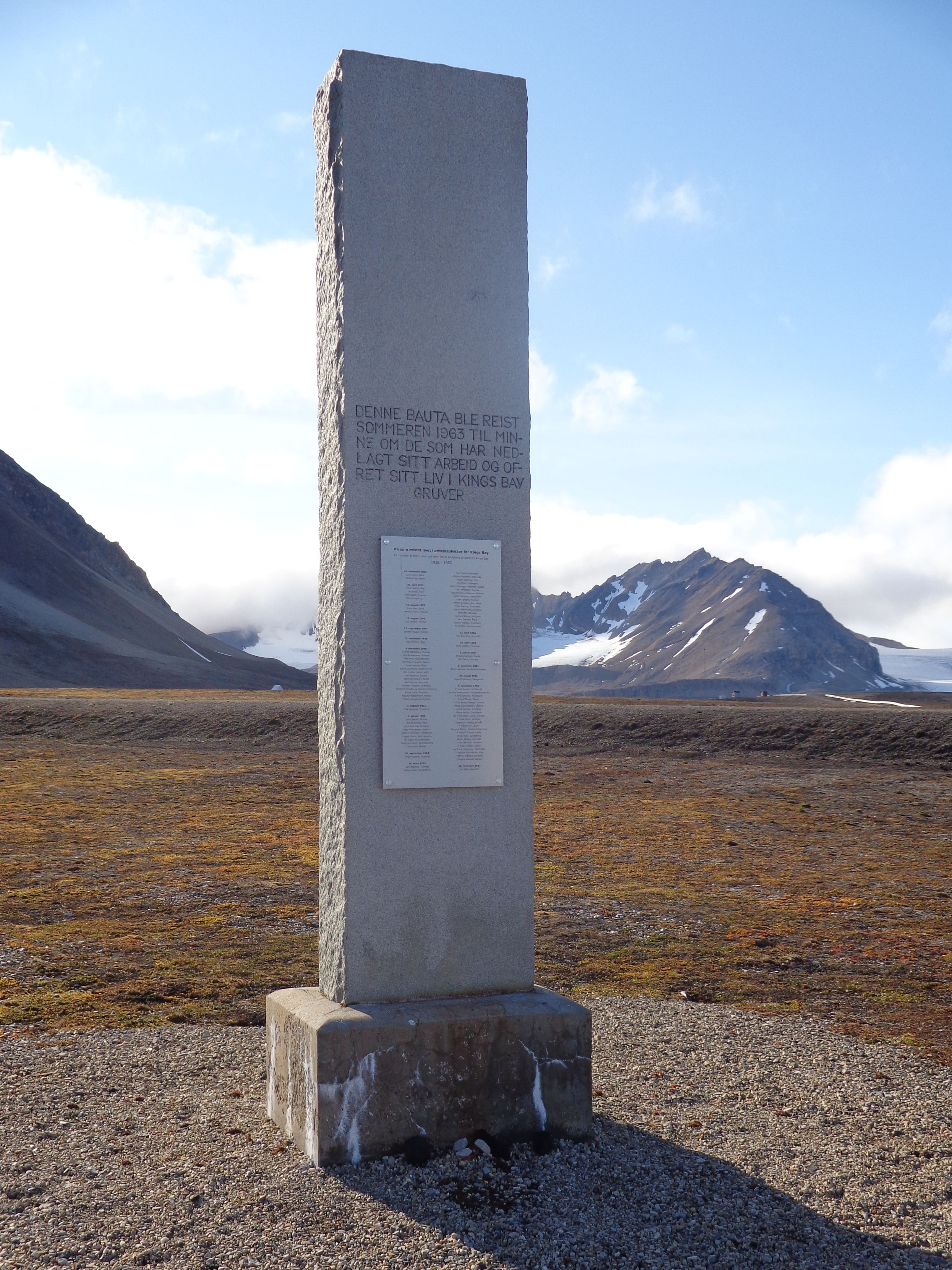
Monument tillägnad de omkomna i gruvan vid Ny-Ålesund.

Efter andra världskriget återetablerades befolkningarna på Svalbard och Sovjetunionen återställde gruvarbetet vid Barentsburg, Pyramiden och Grumantbyen. Även Norge satte igång drift vid sina gruvor på nytt. I den norska gruvan vid Ny-Ålesund avled 21 arbetare i en gruvolycka 1962. I det som kom att kallas för Kings Bay-affären avslöjade en kommission att det fanns flera brister i styret av gruvan, något som enligt dem som orsakade dödsfallen. I rapporten de lämnade in till Stortinget 1963 lade de främst skulden på industriministern Kjell Holler, som avgick samma dag som rapporten offentliggjordes. Norges statsminister Einar Gerhardsen menade dock att regeringen inte var ansvarig då gruvans verksamhet leddes av ett företag och inte en statlig institution. I den kommande skandalen väcktes en misstroendeförklaring och Gerhardsen tvingades också avgå.
År 1975 etablerades en flygplats i Longyearbyen, vilket gjorde mycket för att minska den tidigare isoleringen under vintermånaderna och Svalbard är nu nära kopplat till andra flygplatser. Svalbards satellitstation upprättades 1997 och är den nordligaste satellitstationen i världen. På stationen har Telenor byggt en telekommunikationsantenn. Data sänds sedan 2004 via Telenor Svalbards kommunikationsnod över Svalbardsfiberkabeln till Harstad och Andøya vid norska fastlandet och vidare till andra länder.
Före 1980-talet var det mesta av Longyearbyens infrastruktur ägt av Store Norske Spitsbergen Kulkompani AS, men staden slutade successivt vara en bruksort när många av de samhällsuppgifter som kolföretaget tidigare hade tagit hand om överfördes till andra organ. Under 1990-talet blev turism en allt viktigare inkomstkälla för Svalbard, vilket gjorde att ögruppen inte längre var beroende av gruvdriften. 1998 övergavs gruvsamhället Pyramiden och idag är Barentsburg, ägd av ryska Arktikugol, den enda verksamma gruvan på Svalbard.
Fröbanken på Svalbard togs i bruk 2008 på initiativ av den norska staten, som äger och står för driften av den. Syftet med fröbanken är att säkerställa en växts överlevnad om originalsamlingen råkar gå förlorad, vilket också är det enda tillfället då man får tillgång till reserven. Klimatet och geologin på Svalbard är fördelaktigt för en fröbank. Det kyliga klimatet skapar permafrost och sandstenen ger ett stabilt underlag för byggnation. Bergarterna ger ifrån sig endast små mängder radioaktiv strålning.

## Geografi och klimat

### Geografi

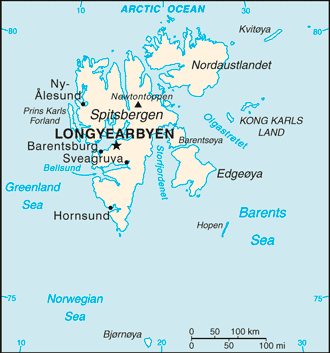
Politisk karta över Svalbard.

Svalbard är 61 045 km² stor och ligger ungefär mitt emellan Nordkap i Nordnorge och den geografiska nordpolen. Svalbard definieras enligt Spetsbergtraktaten som samtliga öar belägna mellan 74° till 81° N och 10° till 35° Ö, från Björnön i syd till Sjuöarna i norr och från Prins Karls Forland i väst till Vitön i öst. Den största ön är Spetsbergen, som utgör mer än hälften av Svalbards yta, följt av Nordostlandet, Edgeøya, Barentsøya, Vitön, Prins Karls Forland och Björnön.
På Spetsbergen ligger Svalbards högsta berg, Newtontoppen, som har sin topp 1 717 meter över havet. 60 % av ögruppen täcks av glaciärer och på Nordostlandet finns Austfonna, Europas tredje största glaciär. Därtill täcks 30 % av Svalbards yta av sten och 10 % av växtlighet. Kustlinjerna kännetecknas av fjordar, av vilka de längsta är Wijdefjorden och Isfjorden.
Alla Svalbards 2 926 invånare bor på Spetsbergen, de flesta i huvudorten Longyearbyen. Den ryska gruvorten Barentsburg är den näst största orten och Ny-Ålesund den tredje största. Ny-Ålesund är också den nordligaste permanent bebodda orten i världen.

### Klimat

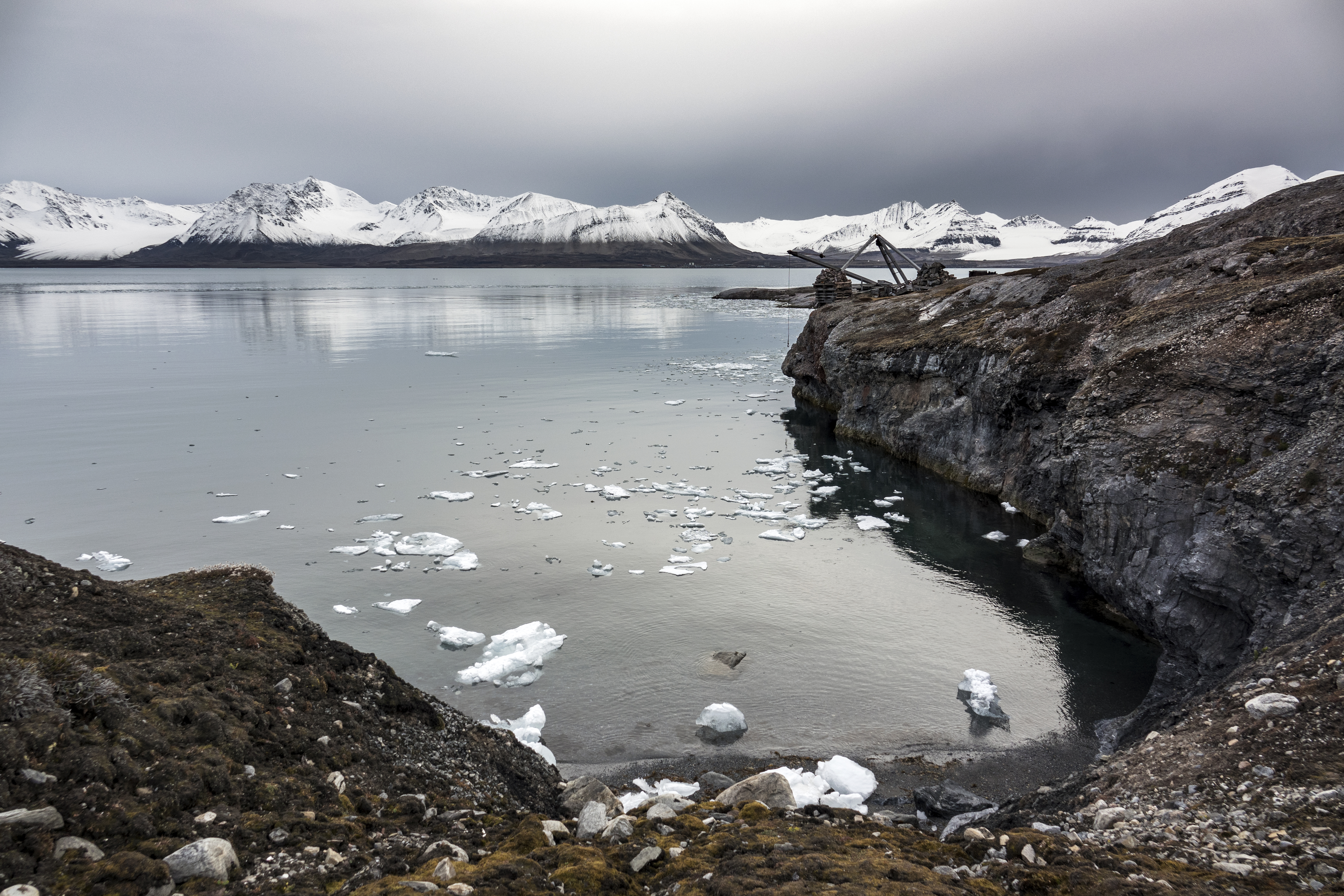
Fjordlandskap på Svalbard.

Svalbard har ett tundraklimat med polarnatt från november till januari och midnattssol från mitten av april till augusti. På sommaren är dimma vanligt och kan reducera sikten till bara ett tiotal meter framåt. Klimatet påverkas avsevärt av ögruppens läge i Norra ishavet. Den Nordatlantiska driften, en gren av Golfströmmen, strömmar utanför Svalbards västra och delvis norra kuster, medan de övriga delarna är omgivna av mycket kyligare havsvatten. På grund av detta är den bebodda sydvästra delen av Svalbard varmare än andra platser på samma breddgrad och är det nordligaste isfria området i världen under sommarhalvåret. Detta gynnar gruvnäringen som då har möjlighet att skeppa ut kol mellan juli och december. Årsmedeltemperaturen vid Longyearbyen ligger på mellan -8 °C och -2 °C.

Marklagret, förutom en liten del av det översta lagret sommartid, är fruset ned till mellan 100 meters och 300 meters djup. Minst tjocklek är det i låglänta lägen och invid bergens fötter. Således har till exempel gruvorna i Ny-Ålesund uppmätt permafrost ned till 130 till 140 respektive 150 meter och i Sveagruva 320 meter. Nederbörden på Svalbard ligger mellan 200 till 500 mm per år.
|                                            | Jan | Feb | Mar | Apr | Maj | Jun | Jul | Aug | Sep | Okt | Nov | Dec |
| ------------------------------------------ | --- | --- | --- | --- | --- | --- | --- | --- | --- | --- | --- | --- |
| Normaldygnets maximitemperaturs medelvärde | −13 | −13 | −13 | −9  | −3  | 3   | 7   | 6   | 1   | −4  | −8  | −11 |
| Normaldygnets minimitemperaturs medelvärde | −20 | −21 | −20 | −16 | −7  | −1  | 3   | 2   | −3  | −9  | −14 | −18 |
|                                            |     |     |     |     |     |     |     |     |     |     |     |     |
| Nederbörd                                  | 22  | 28  | 29  | 16  | 13  | 18  | 24  | 30  | 25  | 19  | 22  | 25  |

| Diagram | temperaturer i °C • månadsnederbörd i mm • Källa: ”Vädret på Svalbard, Norge”. MittResVäder. http://www.mittresvader.se/l/norge/vadret-svalbard-temperatur-klimat.php. Läst 19 januari 2017. | temperaturer i °C • månadsnederbörd i mm • Källa: ”Vädret på Svalbard, Norge”. MittResVäder. http://www.mittresvader.se/l/norge/vadret-svalbard-temperatur-klimat.php. Läst 19 januari 2017. | temperaturer i °C • månadsnederbörd i mm • Källa: ”Vädret på Svalbard, Norge”. MittResVäder. http://www.mittresvader.se/l/norge/vadret-svalbard-temperatur-klimat.php. Läst 19 januari 2017. | temperaturer i °C • månadsnederbörd i mm • Källa: ”Vädret på Svalbard, Norge”. MittResVäder. http://www.mittresvader.se/l/norge/vadret-svalbard-temperatur-klimat.php. Läst 19 januari 2017. | temperaturer i °C • månadsnederbörd i mm • Källa: ”Vädret på Svalbard, Norge”. MittResVäder. http://www.mittresvader.se/l/norge/vadret-svalbard-temperatur-klimat.php. Läst 19 januari 2017. | temperaturer i °C • månadsnederbörd i mm • Källa: ”Vädret på Svalbard, Norge”. MittResVäder. http://www.mittresvader.se/l/norge/vadret-svalbard-temperatur-klimat.php. Läst 19 januari 2017. | temperaturer i °C • månadsnederbörd i mm • Källa: ”Vädret på Svalbard, Norge”. MittResVäder. http://www.mittresvader.se/l/norge/vadret-svalbard-temperatur-klimat.php. Läst 19 januari 2017. | temperaturer i °C • månadsnederbörd i mm • Källa: ”Vädret på Svalbard, Norge”. MittResVäder. http://www.mittresvader.se/l/norge/vadret-svalbard-temperatur-klimat.php. Läst 19 januari 2017. | temperaturer i °C • månadsnederbörd i mm • Källa: ”Vädret på Svalbard, Norge”. MittResVäder. http://www.mittresvader.se/l/norge/vadret-svalbard-temperatur-klimat.php. Läst 19 januari 2017. | temperaturer i °C • månadsnederbörd i mm • Källa: ”Vädret på Svalbard, Norge”. MittResVäder. http://www.mittresvader.se/l/norge/vadret-svalbard-temperatur-klimat.php. Läst 19 januari 2017. | temperaturer i °C • månadsnederbörd i mm • Källa: ”Vädret på Svalbard, Norge”. MittResVäder. http://www.mittresvader.se/l/norge/vadret-svalbard-temperatur-klimat.php. Läst 19 januari 2017. | temperaturer i °C • månadsnederbörd i mm • Källa: ”Vädret på Svalbard, Norge”. MittResVäder. http://www.mittresvader.se/l/norge/vadret-svalbard-temperatur-klimat.php. Läst 19 januari 2017. |
|         | 22 -13 -20 | 28 -13 -21 | 29 -13 -20 | 16 -9 -16 | 13 -3 -7 | 18 3 -1 | 24 7 3 | 30 6 2 | 25 1 -3 | 19 -4 -9 | 22 -8 -14 | 25 -11 -18 |

## Natur

### Naturskyddsområden

Karta över Svalbards naturskyddsområden.

Det finns 29 naturskyddsområden på Svalbard: 15 fågelskyddsområden, sju nationalparker, sex naturreservat och en skyddad geotop. Dessa 29 områden utgör tillsammans 65% av ögruppens totala yta. Därtill bevaras också kulturella bebyggelser från 1946 eller tidigare. De största skyddsområdena är Søraust-Svalbard naturreservat och Nordaust-Svalbard naturreservat, som täcker det mesta av ytan öster om Spetsbergen. Detta inkluderar Nordostlandet, Edgeøya, Barentsøya, Kong Karls land och Vitön. Svalbard finns på den tentativa listan för världsarvsstatus hos Unesco.
Huvudansvaret ligger hos det norska Klimat- och miljödepartementet, som har delegerat förvaltningen till sysselmästaren på Svalbard och Direktoratet för naturförvaltning. Grunden för bevarandet av Svalbards natur inrättades i Spetsbergtraktaten 1920 och har senare utvecklats i Svalbardsmiljölagen från 2001.
86% av territorialvattnet kring Svalbard är också skyddat eftersom det är värdefullt för sjöfåglar, isbjörnar och annat djurliv.

### Flora
Svalbard var helt istäckt under senaste istiden för 10 000 år sedan och till följd av detta har allt växtliv migrerat till öarna relativt nyligen. Genetisk forskning visar att floran på Svalbard härstammar från Grönland, Nordamerika och Ryssland. Jämfört med andra cirkumpolära områden är Svalbards flora förhållandevis rik. Detta är främst tack vare den varma Västspetsbergströmmen, som flyter längs Spetsbergens västkust och bidrar till ett drägligare klimat. Varma vindar från söder och väster har också en påverkan.

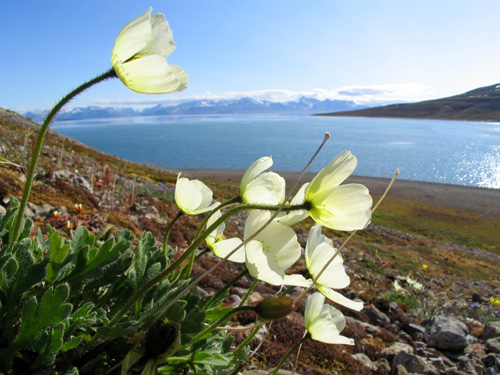
Spetsbergsvallmo mot ett fjordlandskap i bakgrunden.

Växtvärlden på Svalbard är av arktisk typ. Inga träd eller andra högväxta arter förekommer på öarna eftersom vinden och kylan förstör allt som inte håller sig vid marken. De 178 sorters kärlväxter, 380 sorters mossor, 708 sorters lavar och 750 sorters svampar som har observerats är ojämnt fördelade över öarna; mindre än 10 % av den totala markytan har någon betydande biologisk produktivitet. Terräng, luftfuktighet, permafrost, exponering för vind och hur området används av betande djur är några av de viktigaste faktorerna när det gäller vilken typ av vegetation som växer på en särskild plats. Många av arterna på Svalbard förmår sig växa under snölager och där genomgå fotosyntes.
Sju arter av kärlväxter har introducerats och är begränsade till områden bosatta av människor. Några exempel på dessa är tuvtåtel, ängsgröe och rödsvingel. Tre växtarter på Svalbard är endemiska och förekommer bara där. Dessa är svalbardsfingerört, svalbardsbräcka och spetsbergssaltgräs. Några av de vanligaste blommorna är kantljung, polarsmörblomma, polarvide, fjällsippa, ormrot och knoppbräcka. Även spetsbergsvallmo kan iakttas och kallas ofta för 'Svalbards nationalblomma'. Bär är sällsynta på Svalbard, men efter varma somrar på sydvästkusten kan bland annat nordkråkbär och hjortron infinna sig.
Snöbäddar, där snön ligger längst, är livsmiljöer för mossor och många örter såsom fjällsyra. På flacka områden med mycket fuktighet växer mossorna bra och här skapas våtmarker. På torrare samt svagt sluttande substrat finner vi även gräsarten polarkavle och ormbunksväxten åkerfräken, medan halvgräs, som ishavsstarr och polarull, är vanligare på blötare slättmarker.

### Fauna

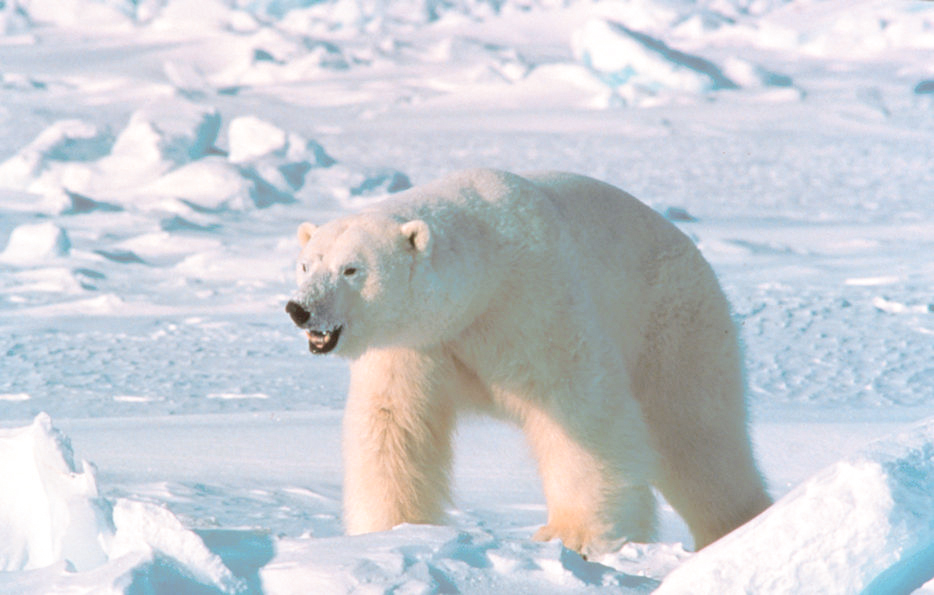
Isbjörn på Svalbard.

Förutom fjällräv, svalbardsren och rysk fältsork  är marina arter de enda däggdjuren på Svalbard. De djur som tillhör denna kategori är isbjörn samt olika arter av säl och val. Sex marina arter räknas som inhemska: vikare, knubbsäl, storsäl, valross, vitval och isbjörn. I området kring Barents hav uppskattas antalet isbjörnar vara 1 900 till 3 600 och dessa vandrar ofta mellan Svalbard och Frans Josefs land. Isbjörnarna tillbringar därmed merparten av sin tid ute på havsisen. De håller främst till vid Spetsbergens östkust och deras föda består huvudsakligen av vikare, som är den vanligaste sälarten i havet kring Svalbard. Isbjörnarna övervintrar främst i grottor på Kongsøya, Svenskøya, Edgeøya, Nordostlandet och Hopen. På senare år har dock de ökande temperaturer kring Arktis försvårat isbjörnarnas möjlighet att gå i ide eftersom havsisen bildas allt senare på året. Folk som rör sig mer än några hundra meter från bebyggda områden har ofta med sig gevär för att kunna försvara sig; sedan 1971 har minst sex personer dödats i isbjörnsattacker.
Svalbardsrenen har funnits på Svalbard i 5 000 år och är endemisk för ögruppen. Den påträffas främst på Edgeøya och Barentsøya i södra Svalbard samt Nordostlandet i norr.
År 2014 hade 240 fågelarter observerats på Svalbard och i dess närområde; av dessa är anses 45 vara häckfåglar och 20 havsfåglar. Bland havsfåglar kan silvertärna, stormfågel, lunnefågel, tobisgrissla och spetsbergsgrissla nämnas. Havsfåglarna vid Svalbard får den mesta av sin näring från havet och är en viktig länk mellan landlevande och vattenlevande djur. Fåglar som regelbundet häckar på Svalbard inkluderar kustlabb, bredstjärtad labb och tretåig mås. Den enda landfågel som bor på öarna året runt är fjällripan.
I vattnen kring Svalbard finns det rikligt med fisk: Arktiska fiskarter, som polartorsk, spetsstjärtat långebarn och ålbrosme tillbringar hela sina liv i området medan arktisk-boreala fiskarter, som lerskädda, taggig sjurygg, havskatt och fjällröding, kan bo på fler platser. Boreala fiskar föds utanför kusten av Nordnorge men lever det mesta av sina liv i Barents hav. Exempel på sådana är kolja, gråsej, sill, hellefisk och djuphavskungsfisk.    Grönlandshajen är ett viktigt rovdjur som också är den största fiskarten vid Svalbard. Dess byte består ofta av vikare, storsäl, klappmyts, havskatt och kolja.

### Geologi

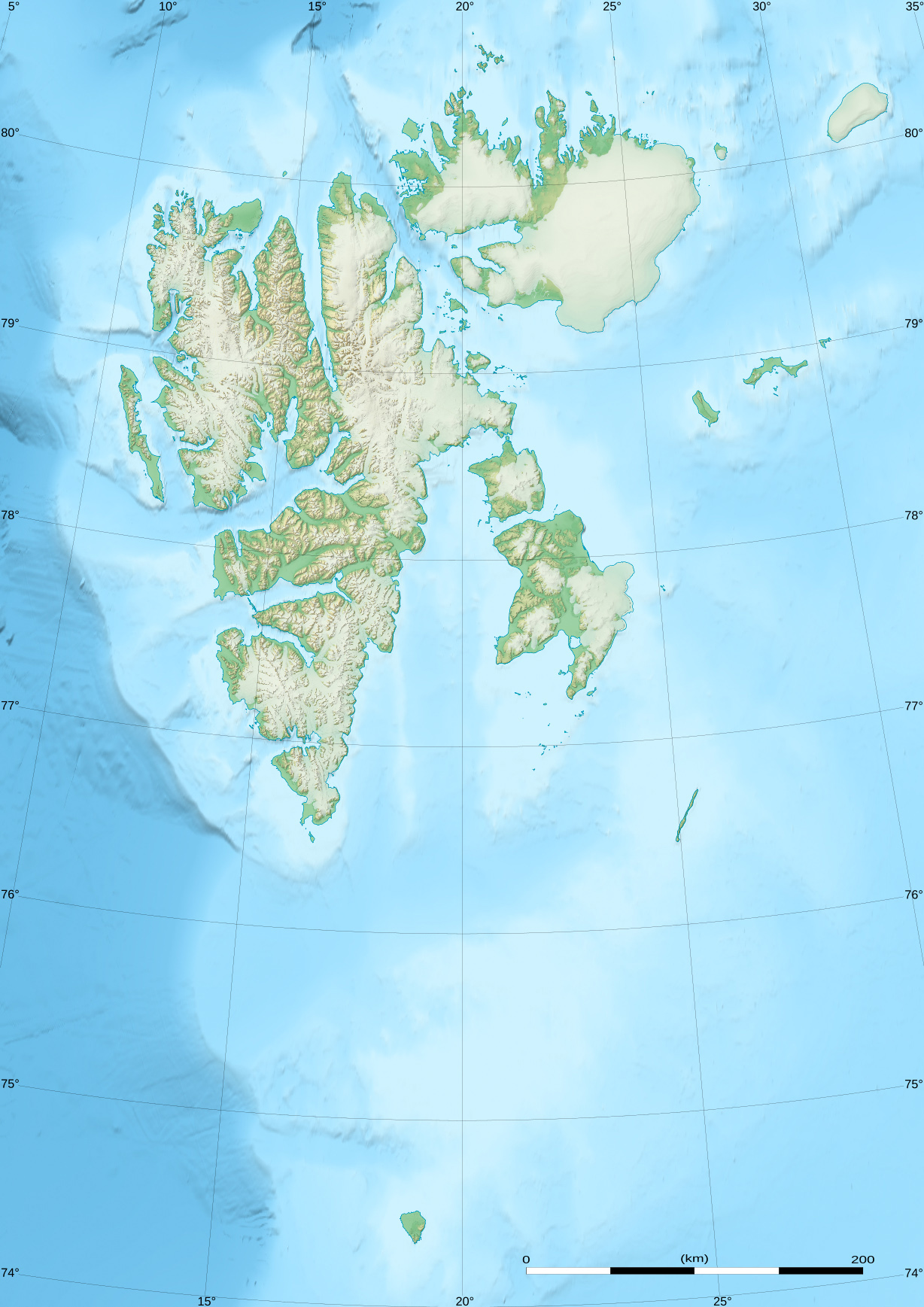
Topografisk karta över Svalbard.

Svalbard har bergarter från alla geologiska perioder i jordens historia. De yngsta bergarterna från paleogen och neogen finns i de centrala och sydliga delarna av Spetsbergen, från Isfjorden och söderut. Dessa lager är omgivna av formationer från trias, jura och krita och vidare mot väst och nord finns avlagringar från perm och silur.
De äldsta bergarterna är omvandlade av jordskorpans rörelser och härstammar från prekambrium. Dessa bergarter, som på Svalbard kallas för Hecla Hoek, förekommer i norra delen av Nordostlandet mellan Wijdefjorden och Hinlopensundet samt längs Spetsbergens västkust. Topografin är starkt påverkad av den senaste istidens inlandsisar och åtföljande landhöjning, som resulterat i djupa fjorddalar och höjda strandlinjer.
I flera områden är de yngre, sedimentära bergarterna rika på djur- och växtfossiler, vilket tyder på att öarna tidigare haft en rik flora och fauna. Värdefulla fyndigheter av kol från tertiär- och karbonperioderna finns särskilt vid Isfjorden; således har flera gruvsamhällen bildats där omkring. Jordbävningar förekommer ofta på Svalbard på grund av dess läge nära den mittatlantiska ryggen, en undervattensbergskedja som sträcker sig längs hela Atlanten ner till Bouvetön. Den senaste var i maj 2022 med ett skalv på magnitud 6 på Richterskalan nordväst om Longyearbyen. Den 6 mars 2009 inträffade den starkaste jordbävningen som registrerats på Svalbard, med en magnitud på 6,5. Dess epicentrum var 300 km väster om Ny-Ålesund och endast små skakningar upplevdes.

## Förvaltning

### Status
Svalbards status regleras i Spetsbergtraktaten från den 9 februari 1920. Fördraget hölls i Paris som en del av fredsförhandlingarna efter första världskriget och ger Norge suveränitet över ögruppen. Bland de ursprungliga undertecknarna fanns Norge, USA, Danmark, Frankrike, Italien, Japan, Nederländerna, Storbritannien och Sverige. En rad nationer har också skrivit på senare, bland annat Sovjetunionen 1935. Fördraget ger medborgare från de anslutna länderna rätt att bedriva gruvdrift, jakt och fiske på öarna även om norsk lagstiftning fortfarande gäller. I praktiken är det bara Norge och Sovjetunionen (senare Ryssland) som bedrivit någon omfattande näringsverksamhet på öarna. Eftersom Spetsbergtraktaten ger Norge suveränitet över Svalbard hävdar de sig ha ensamrätt på allt vatten som ligger mindre än 200 nautiska mil från kusten; rättigheter som enligt dem tillåter den norska kustbevakningen att bedriva fiske och annan tillsyn i dessa vatten. Flera traktatundertecknande länder, framför allt Ryssland, har motsatt sig detta. De har istället anfört att den ekonomiska friheten som beskrivs i avtalet också ska appliceras på havet runt omkring.
Andra kontroverser gäller artikel 9 i Spetsbergtraktaten, där det står att öarna ska vara en demilitariserad zon och att inga militära trupper eller installationer får finnas. 1951, under kalla kriget, protesterade den sovjetiska regeringen mot att Svalbard skulle inkluderas i ansvarsområdet för Natos Allied Command Atlantic. Den norska regeringen förnekade att detta stred mot traktaten och vidhöll att de inte hade för avsikt att upprätta någon befästning eller bas inom traktatområdet. Från Norge sida har det påståtts att dåvarande sovjetiska gruvbolagen har haft radioutrustningar avsedda för militära ändamål. Det ryskägda gruvföretaget Arktikugol anklagas också för att "testa gränserna" gällande vad de får lov att göra på Svalbard. Talespersonen för det ryska utrikesministeriet har i sin tur antytt att den norska satellitstationen SvalSat har ett militärt syfte som står i kontrast med Spetsbergtraktaten.
Svalbard ingår inte i vare sig Schengensamarbetet eller nordiska passunionen, vilket innebär obligatorisk kontroll av giltig resehandling vid resa till och från öarna.

### Styre

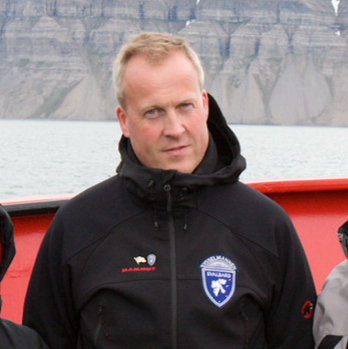
Lars Fause är Sysselmästare på Svalbard sedan 24 juni 2021.

Svalbard lyder direkt under sysselmästaren, den norska regeringens främsta representant för ögruppen, som ungefär motsvarar de svenska landshövdingarna. Sysselmästaren är för det mesta som fastlandets statsförvaltare även om den har större befogenheter; utöver sin roll som politisk representant fungerar sysselmästaren också som öarnas polismästare samtidigt som den representerar ett antal andra officiella funktioner. Sysselmästaren ska även garantera Norges rättigheter enligt Spetsbergtraktaten samt säkerställa att Norge fullgör sina förpliktelser. Lars Fause innehar ämbetet sedan 24 juni 2021. Några lokala folkvalda politiska församlingar existerade inte på Svalbard förrän 2002, då Longyearbyens lokalstyre inrättades.
Artikel 8 i Spetsbergtraktaten slår fast att den norska staten inte får uppbära några skatteinkomster från Svalbard. Indrivna skatter och avgifter får endast komma Svalbard till del och Norge har inte befogenhet att ta ut mer pengar än vad som krävs för att förvalta Svalbard. Till följd av detta har Svalbard en markant lägre skattenivå än resten av Norge. De saknar också mervärdesskatt och andra skatter som syftar till att öka statens inkomster.
Enligt Spetsbergtraktaten får vilken medborgare som helst från de undertecknande staterna bosätta sig på Svalbard. Å andra sidan är det svårt att få jobb och sysselmästaren kan välja att utvisa personer som inte försörjer sig själva. Det ställs inte något krav på vare sig visum, arbets- eller uppehållstillstånd för att vistas på Svalbard, men man måste i praktiken ha ett visum till Schengenområdet eftersom man nästan alltid reser dit via norska fastlandet. Invandrare som har fått avslag på sin visumansökan i Norge har ibland flyttat till Svalbard, bott där i sju år och fått norskt medborgarskap.

### Fylkesvapen
Trots att Svalbard ej är ett fylke har de ett inofficiellt "fylkesvapen". Vid Statens kartverks huvudkontor i Hønefoss finns det ett glasmåleri av norska landskapssköldar, där även Svalbard är representerat med ett symboliskt vapen. Vapenskölden utgörs av ett rött valrosshuvud på en gul bakgrund fläckad med bloddroppar runt omkring.
Vapenskölden är inte officiell och är endast för konstnärligt bruk. Det enda officiella vapnet som representerar Svalbard är Norges riksvapen.

## Befolkning
Svalbard har en befolkning på 2 926 personer, alla på Spetsbergen. Tack vare Spetsbergtraktaten ställs det ej krav på visum, arbets- eller uppehållstillstånd för att bosätta sig på Svalbard, så en tredjedel av befolkningen är utrikes född; det bor till exempel 120 thailändare i ögruppens administrativa centrum, Longyearbyen, som också är sätet för sysselmästaren på Svalbard. I Longyearbyen finns det mesta av Svalbards samhällsservice, till exempel sjukhus och Svalbards flygplats med förbindelse till Norge och utlandet. Spetsbergtraktaten gör det också möjligt för andra nationer att bedriva näringsverksamhet på öarna, något som särskilt Sovjetunionen och senare Ryssland har utnyttjat. Den näst största orten Barentsburg är en rysk gruvstad med över 400 arbetare.
Det finns i nuläget tre befolkade orter på Svalbard: Longyearbyen, Barentsburg och Ny-Ålesund. Därutöver finns det ett antal andra bebyggda platser och tidigare samhället som lagts ner. Ett noterbart exempel är Sveagruva, en svensk och senare norsk gruvort vid Van Mijenfjorden vars produktion fasades ut från och med 2017. Ett annat är den nedlagda sovjetiska och senare ryska gruvbyn Pyramiden, som ligger vid Billefjorden och som producerade runt nio miljoner ton kol innan den togs ur bruk 1998. Den första anmärkningsvärda bosättningen på Svalbard kallades Smeerenburg och etablerades på Amsterdamöns sydkust av nederländska valfångare på 1600-talet. Som mest arbetade 200 man på stationen, men efter att valbeståndet kraftigt minskat var industrin inte längre lönsam och Smeerenburg övergavs. Idag finns endast stenrester och gravar kvar.

### Longyearbyen

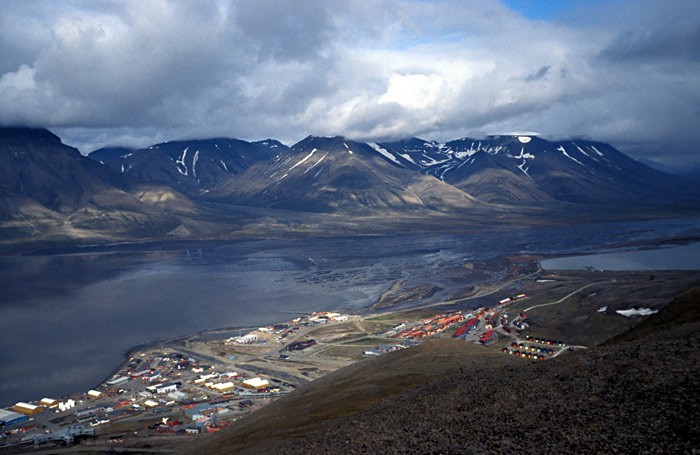
Bild över Longyearbyen med utsikt över Adventfjorden.

Longyearbyen är Svalbards administrativa centrum och sätet för sysselmästaren på Svalbard. Ortens befolkning ligger på 2 465 personer, varav en tredjedel är utrikes födda. Longyearbyen är belägen på Spetsbergens västkust vid Longyearälvens mynning i Adventfjorden. Merparten av Svalbards infrastruktur och samhällsservice finns i Longyearbyen, bland annat sjukhus samt Svalbards flygplats med förbindelse till både Norges fastland och andra orter i ögruppen. Longyearbyens hamn tar emot omkring 50 kryssningsfartyg varje sommar. Världens nordligaste tidning, Svalbardposten, ges ut från Longyearbyen varje vecka.
Longyearbyen är namngiven efter sin grundare, John Munroe Longyear, vars företag Arctic Coal Company påbörjade gruvdrift där år 1906. Då var det endast ett brukssamhälle där företagets arbetare var bosatta. 1916 såldes företaget till det nygrundade Store Norske Spitsbergen Kulkompani AS. Tillsammans med resten av Svalbard evakuerades hela ortens befolkning under andra världskriget. Det förekom fortfarande strider på öarna och i september 1943 totalförstördes Longyearbyen av tyska skepp. Samhället återuppbyggdes efter krigets slut och gruvdriften började på nytt.
Från att Longyearbyen grundats och fram till på 1980-talet var det ett brukssamhälle som nästan helt ägdes av olika kolföretag. Detta kom dock att förändras när många av de samhällsuppgifter som Store Norske Spitsbergen Kulkompani AS tidigare hade tagit hand om överfördes till andra organ. Under 1990-talet blev turism en allt viktigare inkomstkälla för Svalbard, vilket gjorde att ögruppen inte längre var beroende av gruvdriften. 2002 etablerades Longyearbyens lokalstyre.

### Barentsburg

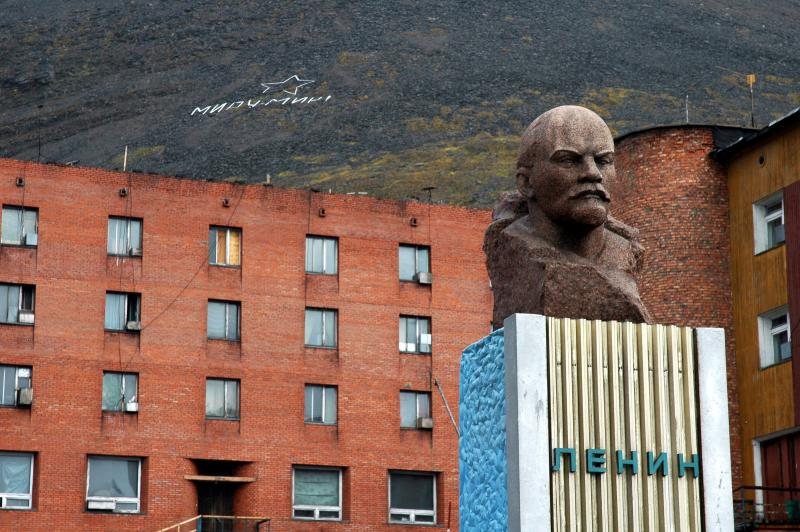
En Leninstaty i Barentsburgs centrum.

Barentsburg är Svalbards näst största ort med 488 invånare. Orten är belägen vid Grønfjorden, 60 km väster om Longyearbyen. Barentsburg är ett brukssamhälle centrerat kring kolbrytning och där samtliga byggnader ägs av det ryska gruvbolaget Arktikugol. Det finns också en liten del av samhället som ägnar sig åt turism; det finns ett hotell, en souvenirbutik och ett pomormuseum. Till följd av Rysslands invasion av Ukraina 2022 har dock turismen starkt avtagit. Barentsburg har ofta uppmärksammats i medier på grund av sin unika status som en gammal sovjetisk gruvort på norskt territorium. Husen och barackerna som Barentsburg består av är byggda i en blandning av skandinavisk och sovjetisk arkitektur.
Barentsburg fick sitt namn 1920 när Nederlandsche Spitsbergen Compagnie köpte marken och döpte den efter sjöfararen Willem Barents, som upptäckte Svalbard 1596. Arbetsförhållanden för företagets arbetare var goda jämfört med de andra gruvsamhällena på Svalbard på 1920-talet. Verksamheten upphörde 1926 och Barentsburg såldes till det statliga sovjetiska företaget Arktikugol 1932. Under det sovjetiska styret byggdes samhället ut och infrastrukturen färdigställdes 1935. När andra världskriget bröt ut evakuerades gruvarbetarna till Archangelsk på ryska nordkusten. 1941 jämnades Barentsburg med marken av ett antal tyska fartyg, men efter krigets slut återställdes gruvarbetet igen.
2012 genomfördes en storskalig upprustning av Barentsburg. Bland annat byggdes en icke-kommersiell helikopterplatta och stadens hamn utrustades för att kunna ta emot turistfartyg. 2013 renoverades också Barentsburgs hotell och restaurang så att det nu går att betala med kreditkort. Företaget Arctic Travel Company har etablerats för att främja turismen, men till följd av Rysslands invasion av Ukraina 2022 har denna verksamhet starkt avtagit.

### Ny-Ålesund

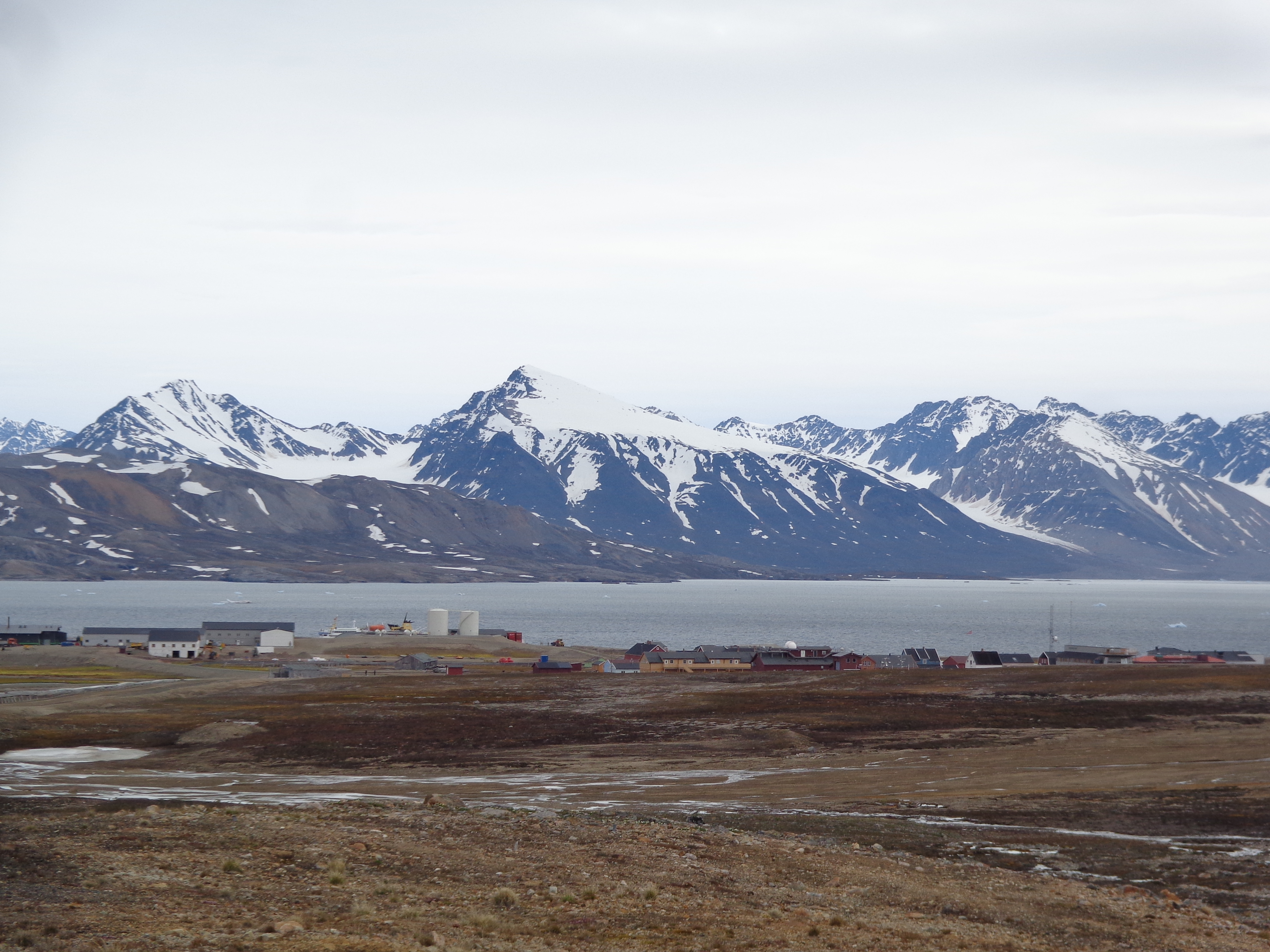
Ny-Ålesunds läge vid Kongsfjorden.

Ny-Ålesund ligger vid Kongsfjorden på nordvästra Spetsbergen och är då den nordligast belägna orten i världen. Ny-Ålesund har en befolkning på 35 personer, många av dem från andra länder som Australien, Frankrike, Italien, Nederländerna, Japan och Kina. Detta är eftersom Ny-Ålesund främst fungerar som en plattform för internationell forskningsverksamhet.
Kolbrytningen vid Ny-Ålesund påbörjades 1916 när Peter Brandal etablerade Kings Bay Kull Compani. Det nygrundade samhället fick då sitt namn från staden Ålesund på norska västkusten. Gruvförhållandena är svårare i detta område än i vid Isfjorden, där Longyearbyen och Barentsburg ligger, och när kolpriserna dessutom sjönk blev det svårt att upprätthålla verksamheten. Staten köpte samtliga aktier till bolaget 1933. Precis som resten av Svalbards invånare, förflyttades befolkningen från ögruppen efter andra världskrigets utbrott. I samband med evakueringen förstördes delar av anläggningen så att fienden inte skulle kunna bruka den för sin del, men 1945 återuppbyggdes den igen.
1963 omfattades gruvan vid Ny-Ålesund av en stor skandal med sin bakgrund i en gruvolycka året innan, där 21 arbetare avled. I Kings Bay-affären, som det kommit att kallas, avslöjades stora brister i ledningen av företaget Kings Bay Kull Compani. Norges statsminister Einar Gerhardsen uppfattades försvara det statliga företaget. En misstroendeförklaring väcktes och Gerhardsen avgick. Till följd av skandalen lade man ner gruvdriften vid Ny-Ålesund och istället insågs potentialen för forskning. 1968 etablerades en forskningsstation under ledning av Norska polarinstitutet. I början var denna station endast nationell, men när säkrare transportmöjligheter etablerades på 1990-talet tog även den internationella verksamheten fart.

## Ekonomi
Alla 46 länder som undertecknat Spetsbergtraktaten har rätt att bedriva ekonomisk verksamhet på Svalbard, men idag är det bara Norge och Ryssland som utnyttjar detta då de båda har kolgruvor på öarna. Kolbrytningen räknas av norska myndigheter som en av de tre grundpelare som Svalbards ekonomi står på; de övriga två är forskning och turism.

### Kolbrytning
Redan år 1610 hade den engelska valjägaren Jonas Poole hittat kolfyndigheter på Svalbard, men ytterligare 300 år skulle passera innan den kommersiella kolbrytningen påbörjades. 1906 grundade den amerikanska affärsmannen John Munroe Longyear Svalbards första kolföretag och började bryta kol vid Adventfjorden, i dagens Longyearbyen. Första världskrigets utbrott ledde till ett ökat behov av kol, så andra länder som Norge, Sverige och Ryssland följde på och som mest nio gruvor var i bruk samtidigt. 1916 köptes Longyears företag av Store Norske Spitsbergen Kulkompani AS och samtidigt etablerades Kings Bay Kull AS.
Efter andra världskriget har kolbrytningen på Svalbard starkt avtagit på grund av flera faktorer. Den stora Kings Bay-affären 1963 ledde till att gruvan vid Ny-Ålesund lades ner och kolutvinningen har också påverkats av ökande miljökrav från den norska regeringen. Rekordåret 2007 producerades 4,1 miljoner ton kol. Sedan dess har utvinningen mer än halverat. Ryskägda gruvorten Pyramiden avvecklades 1998 och driften vid Sveagruva, Svalbards största gruva, fasades ut från och med 2017.
Idag är endast Gruva 7 vid Longyearbyen och gruvan i Barentsburg som producerar, men Norge planerar att stänga Gruva 7 till 2025 och i ryskägda Barentsburg har turism blivit viktigare än kolutvinning. En rapport till Stortinget 2015 efterlyser fortsatt brytning på Svalbard inom strikta miljöramar. Kolmarknaden i Europa i kombination med driftsförhållanden, kolkvalitet och framtida kolreserver är enligt rapporten de viktigaste faktorerna för hur lönsam kolbrytningen på Svalbard blir i framtiden. 2018 var färre än 100 anställda inom norsk gruvdrift, vilket är en klar minoritet jämfört med anställda inom både turism och forskning.
Longyear Kraftverk byggdes 1983 och är, förutom det vid Barentsburg, det enda kolkraftverket i Norge. Kraftverket ger värme och elektricitet åt Longyearbyen. Det kol som krävs för dess drift kommer ifrån Gruva 7.

### Turism

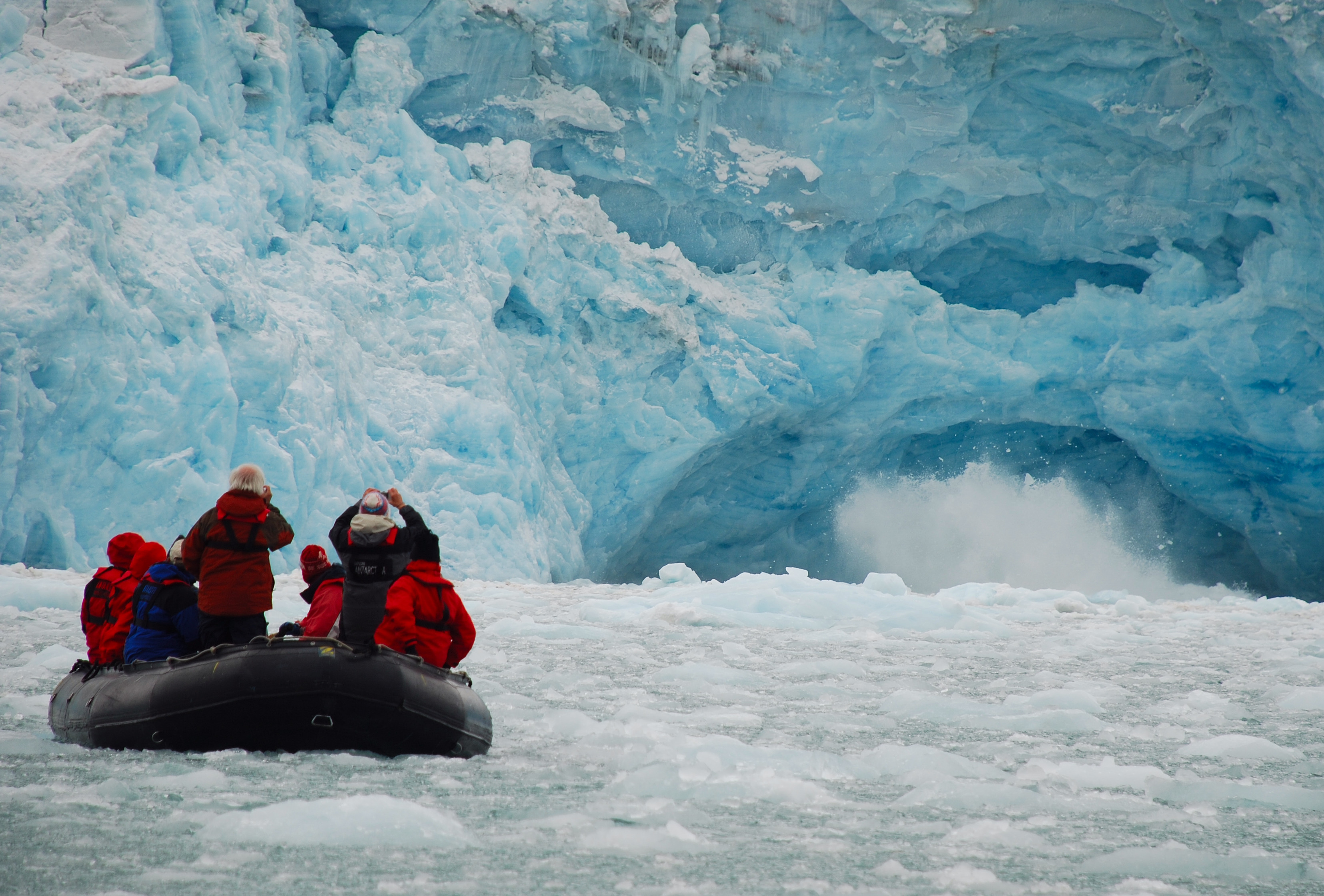
Turister på Svalbard betraktar en glaciär.

I början av 1990-talet utsåg Stortinget turism till ett fokusområde på Svalbard och sedan dess har tillströmningen av turister ökat i takt med välståndsutvecklingen. En stor del av resandet till Svalbard är ekoturism som bygger på ögruppens orörda natur. Aktiviteter som kajakpaddling, vandring, hundspann och snöskotersafari är därför vanliga. Andra turister reser med kryssningsfartyg som åker vid stora delar av Svalbard. Många turister reser också till Svalbard för att se norrsken, isbjörnar och valar. 2012 tillkännagav Norge att de skulle införa krav på kryssningsfartyg att ha en licensierad lots för att få gå in i någon av öarnas fjordar. Detta var för att skydda öarna från båtar som eventuellt går på grund och orsakar oljeutsläpp.
Turismen är en växande industri på Svalbard; 2007 var 211 personer anställda inom sektorn och omsatte 317 miljoner norska kronor. Idag är mer än 300 anställda inom turistsektorn och cirka 30 000 personer övernattar i Longyearbyen varje år. Denna trafik är starkt koncentrerad till sommarhalvåret från mars till augusti då temperaturerna är drägliga.
Svalbards flygplats öppnade 1975 och flygbolagen Norwegian och SAS uppehåller regelbunden trafik dit. 2015 anlände 82 000 passagerare till flygplatsen, även om inte alla dessa var turister. Samma år tillbringade 60 000 turister 134 154 nätter i Longyearbyen. Efter en nedgång i samband med Covid-19-pandemin var Longyearbyen 2022 den femte mest besökta destinationen för kryssningsfartyg i Norge.

### Forskning

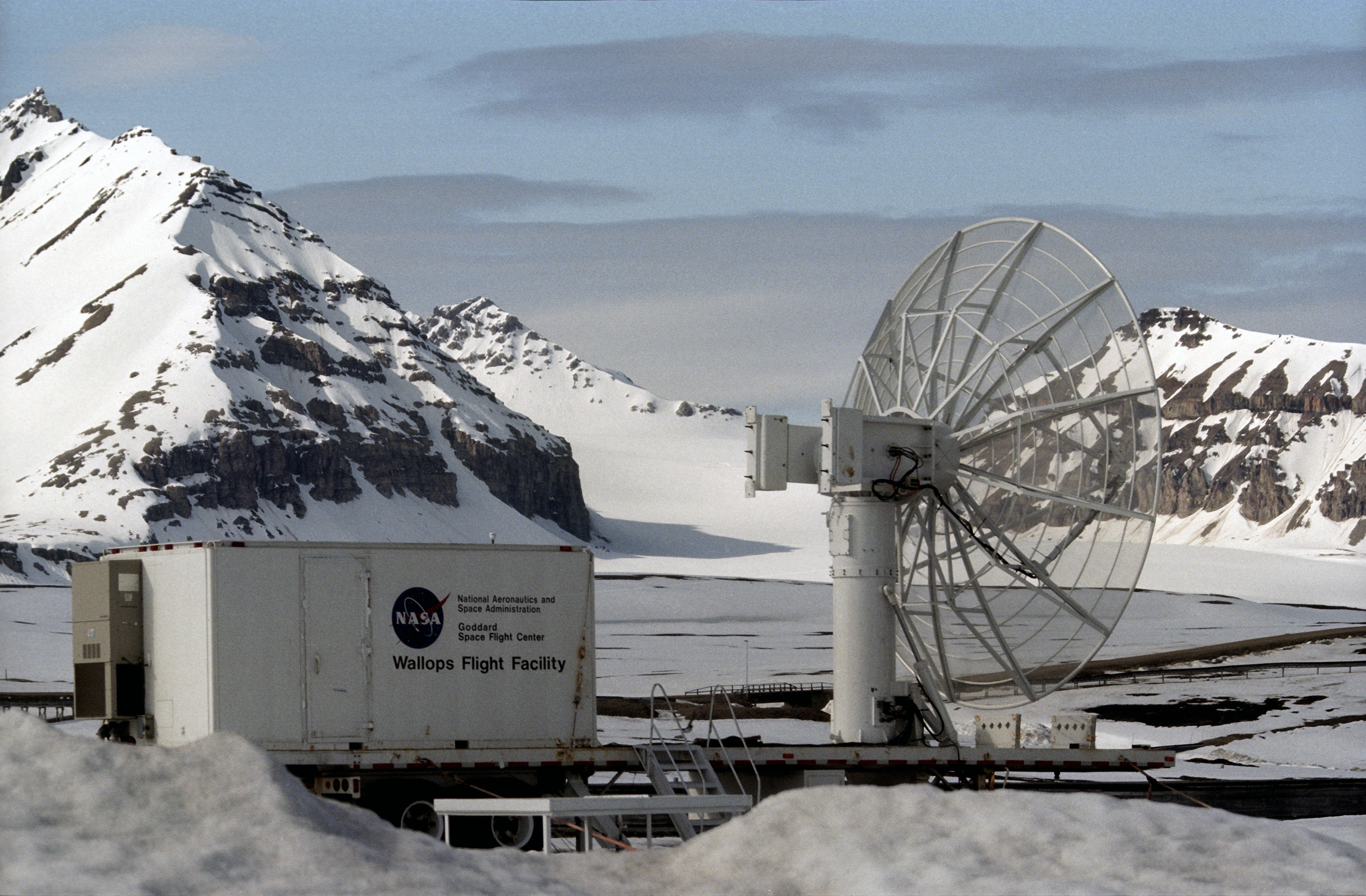
Forskningsanläggning i Ny-Ålesund

1906 startade Gunnar Isachsen den norska forskningen på Svalbard. Efter honom tog Adolf Hoel över arbetet och 1928 blev han chef för det nygrundade institutet Norges Svalbard- och Ishavsundersökningar. Denna institution utökades och omorganiserades 1948 under namnet Norska Polarinstitutet. Sedan dess har den genomfört expedition på Svalbard varje sommar för kartläggning och systematiska undersökningar av ögruppens naturförhållanden.
Under 1990-talet har forskningsverksamheten på Svalbard ökat kraftigt. Svalbard har blivit centralt för både nationell och internationell forskning i Arktisområdet. Samtidigt har sektorn blivit mer integrerad i lokalsamhället. Forskning på Svalbard är centrerat kring Longyearbyen och Ny-Ålesund, som är de mest tillgängliga områdena i ögruppen. Spetsbergtraktaten ger andra nationer tillstånd att bedriva forskning på Svalbard, så Ny-Ålesund har blivit centrum för internationell forskning på Svalbard. Förutom Norge bedriver även Tyskland, Frankrike, Storbritannien, Italien, Kina, Sydkorea, Nederländerna, Indien och Japan stationen där. Klimatförändringarna har gjort Svalbard viktigare för forskare, både för att området blivit mer tillgängligt och för att isen har smält snabbare på Svalbard än på andra ställen i Arktis. Forskningslaboratorierna på Svalbard kan använda data för att förbättra de klimatmodeller som används för att projicera klimatutvecklingen.
Fröbanken på Svalbard etablerades 2008 på initiativ av den norska staten, som äger och står för driften av den. Syftet med fröbanken är att säkerställa en växts överlevnad om originalsamlingen råkar gå förlorad, vilket också är det enda tillfället då man får tillgång till reserven. Klimatet och geologin på Svalbard är fördelaktigt för en fröbank; det kyliga klimatet skapar permafrost och sandstenen ger ett stabilt underlag för byggnation och ger ifrån sig endast små mängder radioaktiv strålning.